# Брокенстро Тауншип (округ Воррен, Пенсільванія)
Брокенстро Тауншип (англ. Brokenstraw Township) — селище (англ. township) в США, в окрузі Воррен штату Пенсільванія. Населення — 1730 осіб (2020).

## Демографія
Згідно з переписом 2010 року, у селищі мешкали 1884 особи в 775 домогосподарствах у складі 483 родин. Було 981 помешкання
Расовий склад населення:
| - 98,7 % — білих - 0,4 % — корінних американців - 0,2 % — азіатів |

До двох чи більше рас належало 0,8 %. Частка іспаномовних становила 0,4 % від усіх жителів.
За віковим діапазоном населення розподілялося таким чином: 18,3 % — особи молодші 18 років, 51,3 % — особи у віці 18—64 років, 30,4 % — особи у віці 65 років та старші. Медіана віку мешканця становила 51,2 року. На 100 осіб жіночої статі у селищі припадало 92,6 чоловіків;  на 100 жінок у віці від 18 років та старших — 87,3 чоловіків також старших 18 років.
Середній дохід на одне домашнє господарство  становив 44 610 доларів США (медіана — 35 000), а середній дохід на одну сім'ю — 58 723 долари (медіана — 49 038). Медіана доходів становила 43 224 долари для чоловіків та 33 750 доларів для жінок. За межею бідності перебувало 14,5 % осіб, у тому числі 12,0 % дітей у віці до 18 років та 14,9 % осіб у віці 65 років та старших.
Цивільне працевлаштоване населення становило 705 осіб. Основні галузі зайнятості: освіта, охорона здоров'я та соціальна допомога — 26,0 %, виробництво — 19,7 %, роздрібна торгівля — 15,7 %.